# Albert H. Bumstead

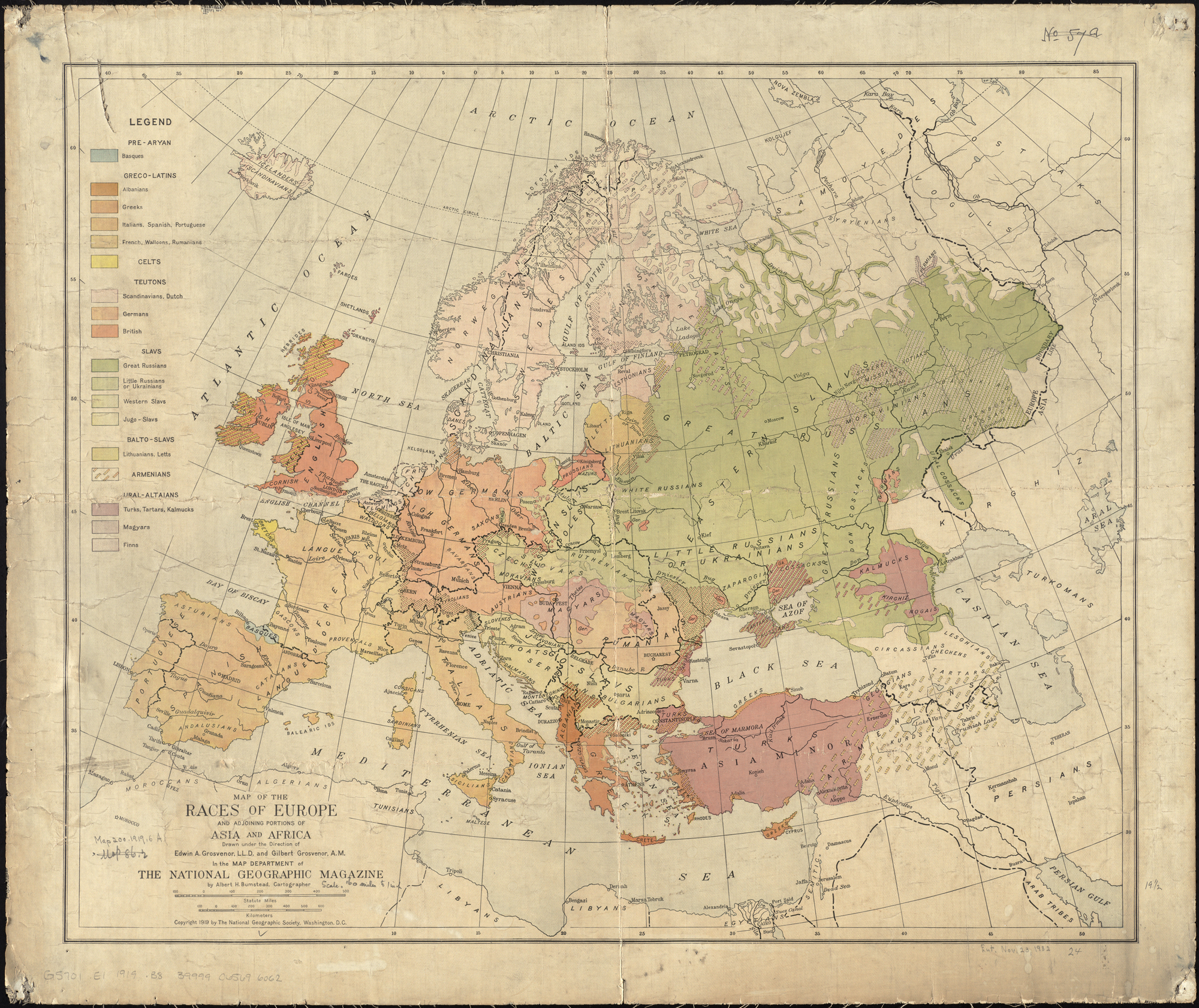
"Bản đồ các chủng tộc của châu Âu và các phần tiếp giáp của châu Á và châu Phi ", do Bustead vẽ cho Hội Địa lý Quốc gia, năm 1919

Albert Hoit Bumstead (1875 – ngày 9 tháng 1 năm 1940) là nhà phát minh và nhà bản đồ học người Mỹ.
Bumstead chào đời tại Minneapolis vào năm 1875 có cha là nhà giáo dục người Mỹ Horace Bumstead và là đứa con đầu tiên trong số ba người con trai của ông, cùng năm cha ông gia nhập làm giảng viên của Đại học Atlanta ở Atlanta, Georgia, và là chủ tịch lâu năm đứng thứ thứ hai của trường này.  Albert theo học Học viện Worcester ở Worcester, Massachusetts trong một năm, tốt nghiệp ra trường năm 1894, rồi về sau tiếp tục đến Học viện Bách khoa Worcester (WPI) học ngành kỹ sư dân dụng. Sau WPI, ông là nhân viên khảo sát của Cục Khảo sát Địa chất Hoa Kỳ. Năm 1910, ông cư trú tại Townsend Harbor, Massachusetts.
Năm 1912, ông trở thành nhà vẽ bản đồ trong đoàn thám hiểm Đại học Yale đến Peru dưới sự chỉ đạo của nhà thám hiểm Hiram Bingham III, và đến năm 1916, ông nhận lời mời vẽ bản đồ tại Hội Địa lý Quốc gia trong suốt 25 năm làm việc tại cơ quan này.
Nhằm giải quyết thách thức về việc điều hướng mà Đô đốc Admiral Richard E. Byrd và các cuộc hành trình đầu tiên vào năm 1925 của ông tới phía Bắc Greenland, vì phép đọc từ tính trở nên kém tin cậy hơn ở các vùng cực, Bumstead bèn phát minh ra la bàn mặt trời mang tên ông, nhờ dùng bóng đổ của mặt trời để xác định phương hướng.  Bumstead còn góp phần chế tạo la bàn dành cho phi công Hải quân trong chuyến thám hiểm Bắc Cực dưới sự dẫn đầu của Donald Baxter MacMillan, và cho Roald Amundsen trong chuyến bay xuyên cực của ông trên chiếc khinh khí cầu Norge vào năm 1926.
Ngoài ra, Bumstead đã nghĩ ra một phương pháp để tạo ra các bức phù điêu bằng đá cẩm thạch từ các bức ảnh bằng cách sử dụng thiết bị thị giác kép, một thiết bị chính có hai bề mặt phản chiếu. Năm 1916, Bumstead và em trai ông là Ralph W. Bumstead (1881-1964) được cấp bằng sáng chế cho một thiết bị mã hóa và giải mã các đường truyền điện tín.
Albert qua đời vào ngày 9 tháng 1 năm 1940. Núi Bumstead nằm trên dãy núi Grosvenor ở Nam Cực được Đô đốc Byrd đặt tên nhằm vinh danh ông.